# Marcus Rhode
Marcus Rhode (* 12. Oktober 1972 in Russellville, Arkansas) ist ein US-amerikanischer Boxer.

## Laufbahn
Rhode begann seine Profikarriere 1995 und gilt als klassischer „Aufbaugegner“ für ambitioniertere Boxer. Gegen namhafte Gegner musste er jedes Mal eine Niederlage hinnehmen, gegen die aus der Top100 immer durch K. o. Zu seinen Gegnern gehörten unter anderem Lance Whitaker, Vitali Klitschko, Lamon Brewster, Andrzej Gołota, Lou Savarese, Kevin McBride, Shannon Briggs, Eric Esch, Calvin Brock, Jameel McCline oder Riddick Bowe.
Am 3. November 1996 kämpfte er in Japan gegen Tommy Morrison, nachdem bei Morrison zuvor HIV diagnostiziert wurde. In den USA war der Kampf nicht zulässig, in Japan gab es hingegen zu dem Zeitpunkt keine speziellen Regularien für HIV im professionellen Boxen. Für den Kampf wurden speziellen Regeln vereinbart; so sollte unter anderem der Kampf abgebrochen und nach Punkten entschieden werden, falls einer der Boxer im Kampfverlauf eine blutende Wunde erleiden würde. Rhode verlor jedoch nach drei Niederschlägen schon in der ersten Runde durch technischen KO. Das ist der einzige bekannte Profikampf, an dem ein HIV-infizierter Boxer teilnahm.